# Anthony Leo

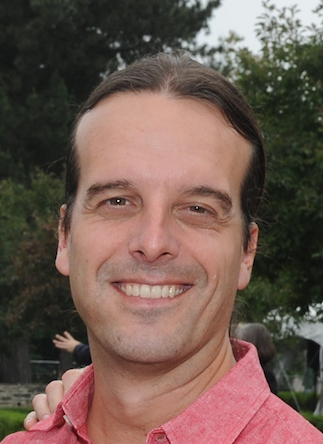
Anthony Leo

Anthony Leo ist ein kanadischer Filmproduzent.

## Leben
Anthony Leo begann seine Karriere im Filmgeschäft 2003 mit dem kanadischen Kurzfilm Squeezebox, für den er als Produzent verantwortlich war. Für seine Arbeit am Animationsfilm The Breadwinner erhielten er und Nora Twomey bei der Oscarverleihung 2018 eine Nominierung für den Besten animierten Spielfilm. Bis heute war er an mehr als 20 Produktionen beteiligt.
2018 wurde er in die Academy of Motion Picture Arts and Sciences berufen, die jährlich die Oscars vergibt.

## Filmografie (Auswahl)
- 2003: Squeezebox
- 2003: Todd and the Book of Pure Evil
- 2010–2012: Todd und das Buch vom Ultrabösen (Fernsehserie)
- 2011–2012: What’s Up, Warthogs! – Die West Hill Highschool News (Fernsehserie)
- 2012: Cybergeddon Zips (Fernsehserie)
- 2012: Cybergeddon (Fernsehserie)
- 2016: Raising Expectations (Fernsehserie)
- 2017: Der Brotverdiener (The Breadwinner)
- 2017: Terrific Women (Fernsehserie)
- 2017: Todd and the Book of Pure Evil: The End of the End